# Podul Băneasa 2

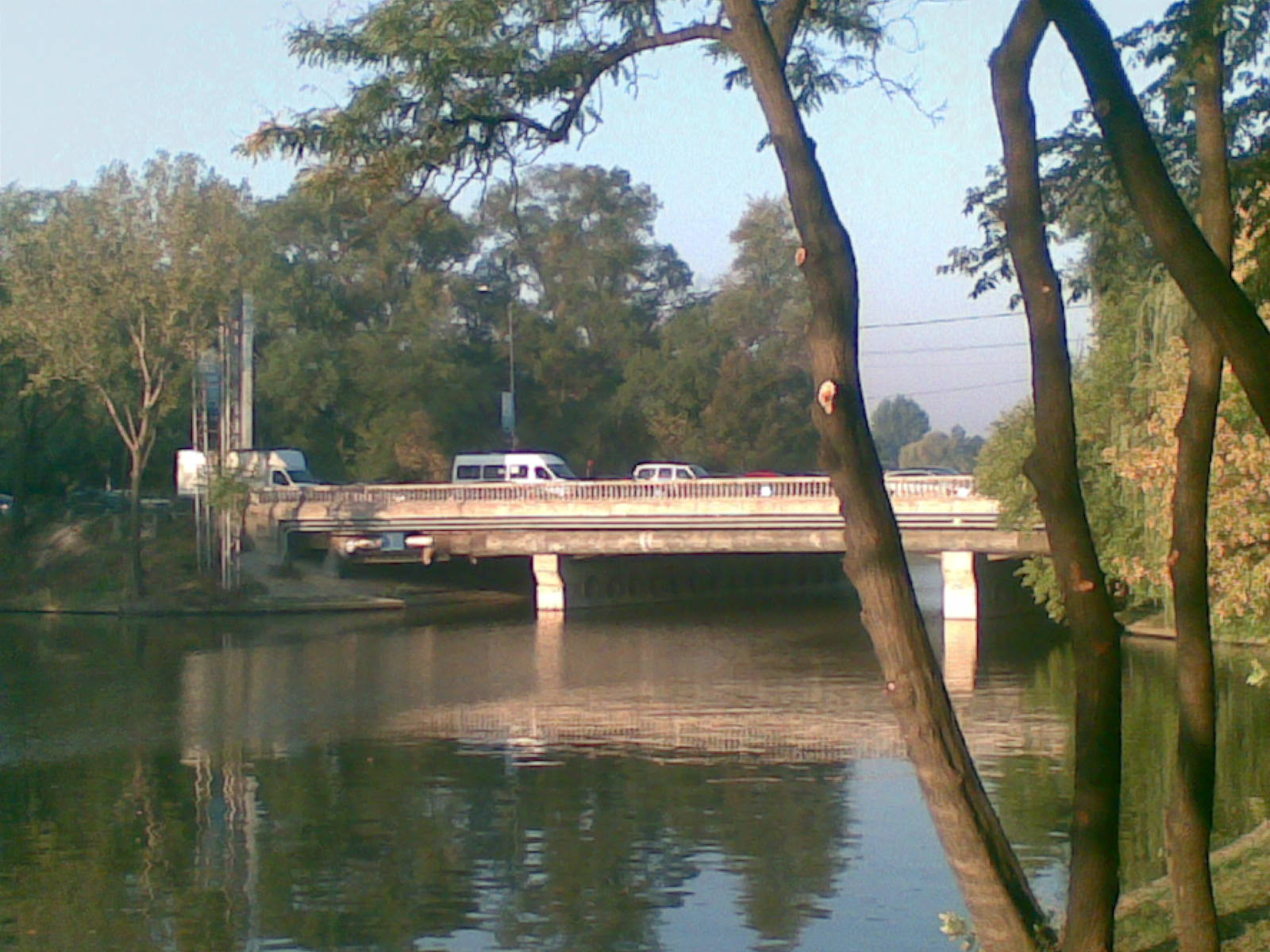
Podul Băneasa 2

Podul Băneasa 2 este un pod situat în cartierul Băneasa, peste lacul Băneasa, pe care trece DN1 (șoseaua București-Ploiești). Podul este situat la intersecția străzilor Elena Văcărescu (fostă Șoseaua Nordului), Constantin Dobrogeanu-Gherea și DN1.
Acțiunea romanului istoric Șoseaua Nordului de Eugen Barbu are loc în apropierea podului Băneasa 2.